# Вівчарове
Вівча́рове — село в Україні, у Лозно-Олександрівській селищній громаді Сватівського району Луганської області. Населення становить 667 осіб.